# مزدا ام‌پی‌وی

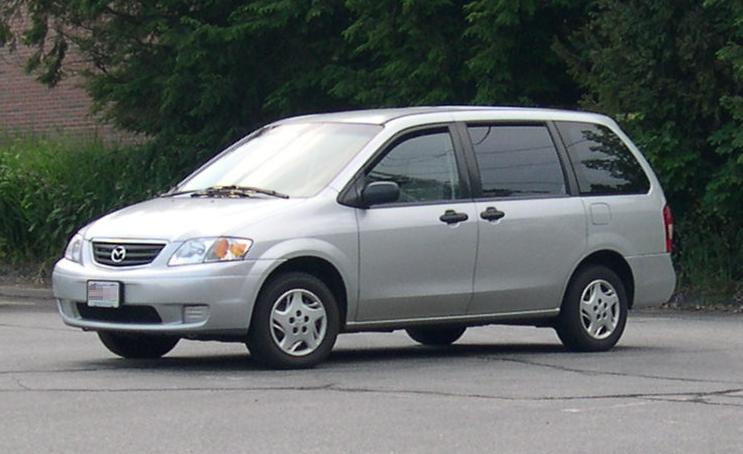

مزدا ام‌پی‌وی (Mazda MPV) خودرویی است که از سال ۱۹۸۹–کنون/>۱۹۸۹–۲۰۰۶ (USA and Europe)در هیروشیما، ژاپن و جمهوری چین تولید شده‌است.
این خودرو در کلاس مینی‌ون قرار گرفته، است.

## نگارخانه

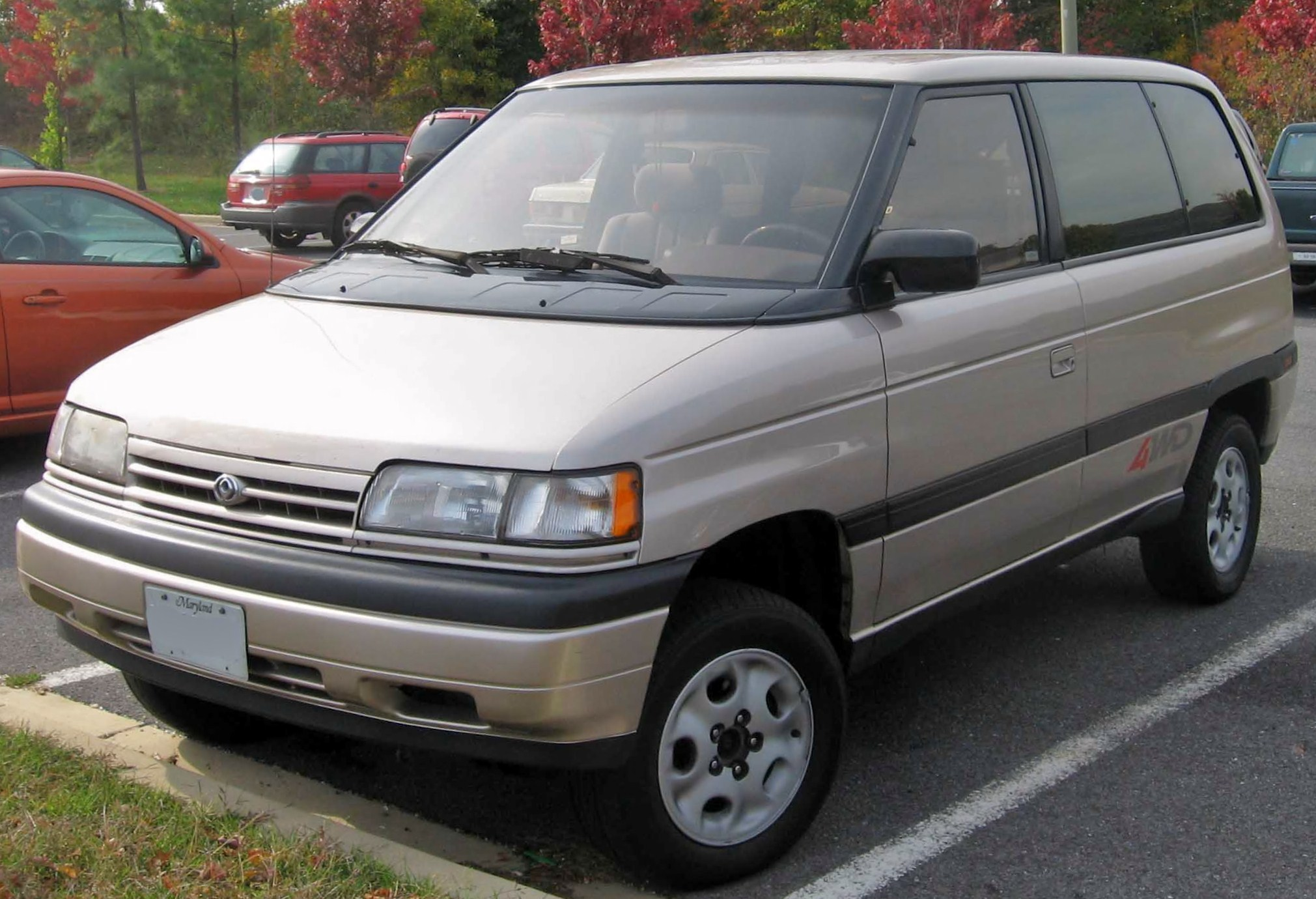
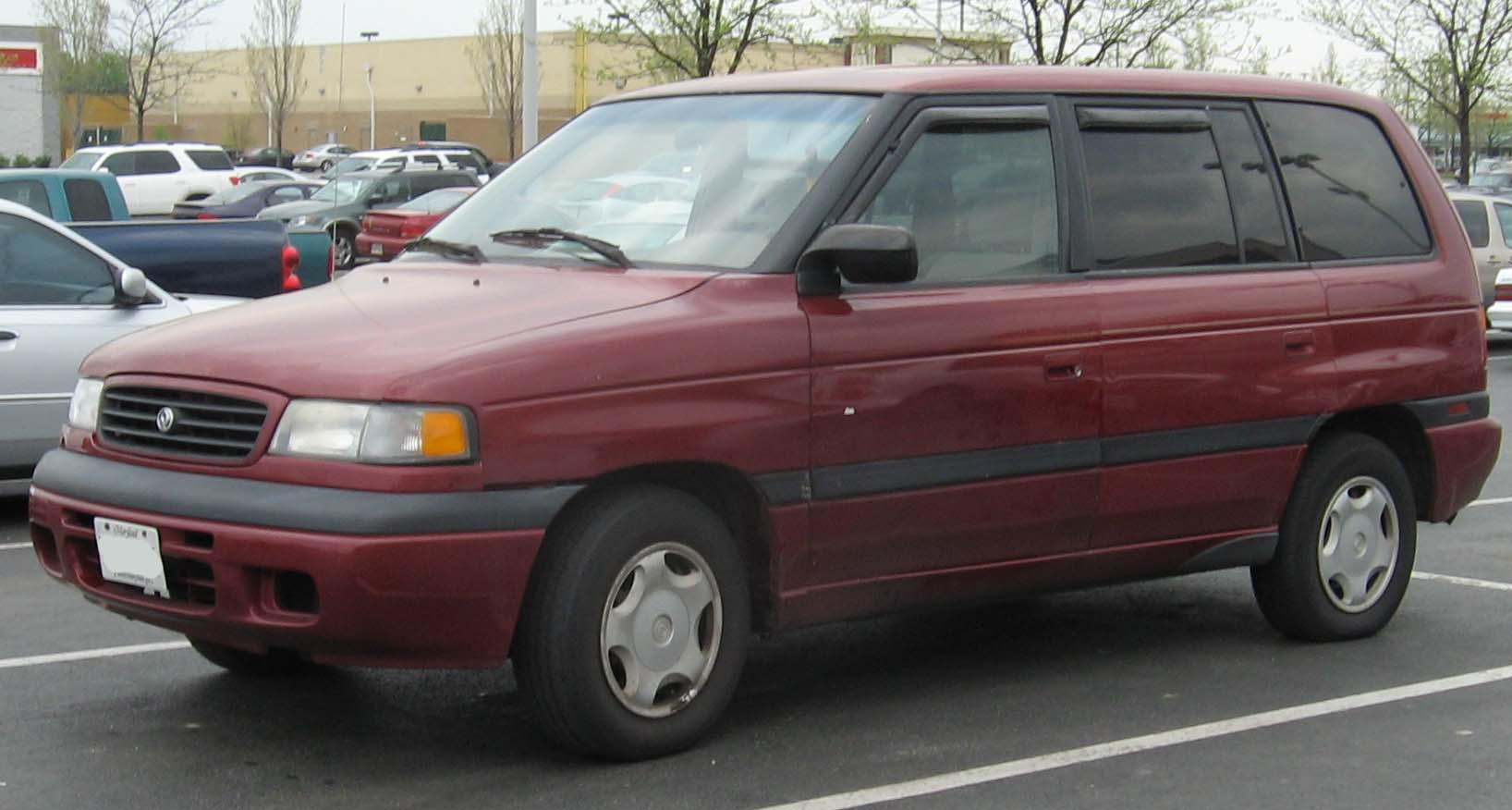
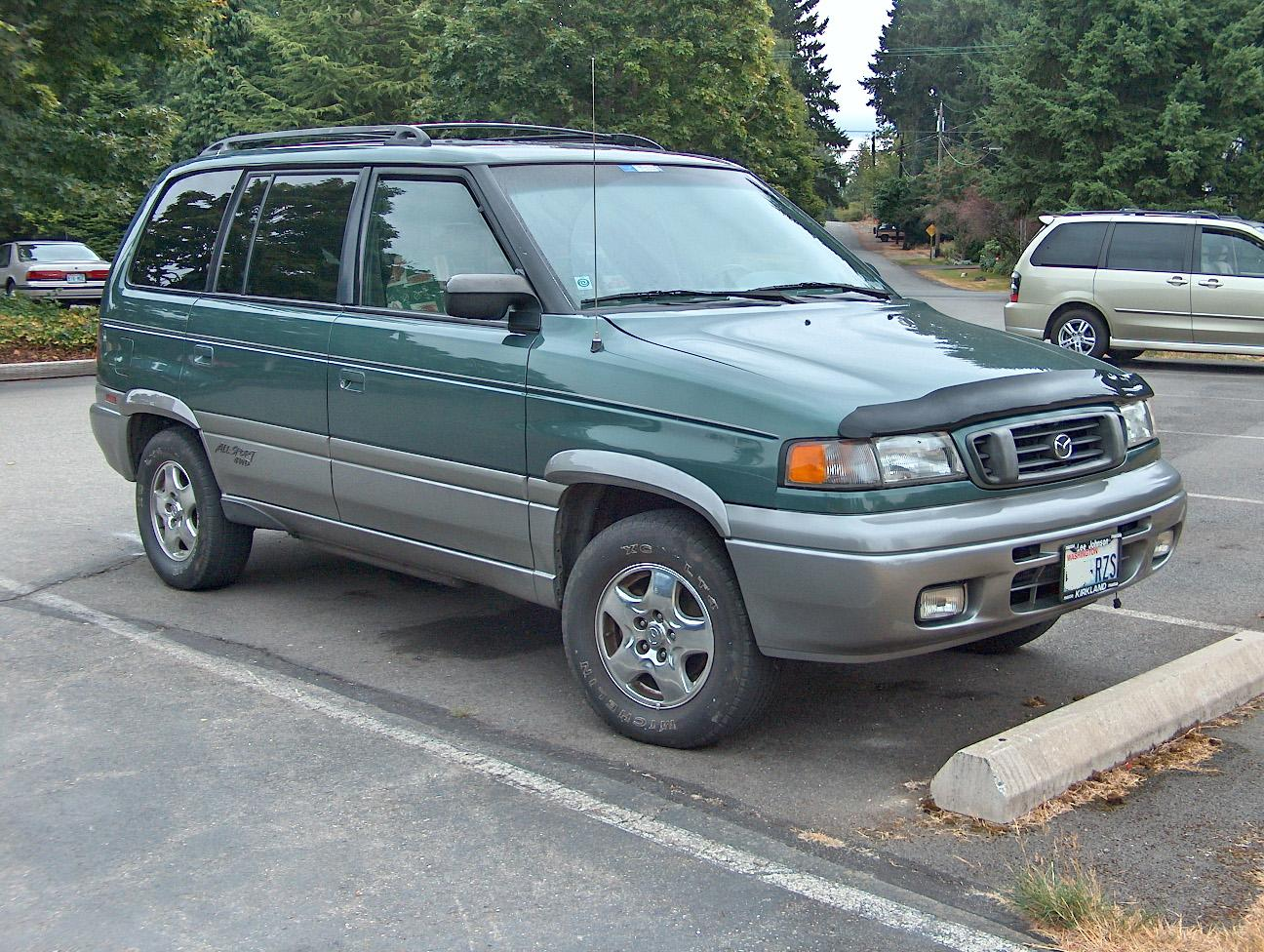